# Елі Таккелла
Елі Таккелла (італ. Ely Tacchella, 25 травня 1936, Невшатель — 2 серпня 2017) — швейцарський футболіст, що грав на позиції правого захисника за «Кантональ Невшатель» та «Лозанну», а також національну збірну Швейцарії.
Чемпіон Швейцарії. Дворазовий володар Кубка Швейцарії. 

## Клубна кар'єра
У дорослому футболі дебютував 1956 року виступами за команду «Кантональ Невшатель», в якій провів чотири сезони. 
1960 року перейшов до «Лозанни», за яку відіграв десять сезонів. Двічі, у 1962 і 1964 роках, допомагав команді здобути Кубок Швейцарії, а 1965 року виборов титул чемпіона країни. Завершив професійну кар'єру футболіста виступами за «Лозанну» у 1970 році.

## Виступи за збірну
1961 року дебютував в офіційних матчах у складі національної збірної Швейцарії. Наступного року був учасником чемпіонату світу 1962 в Чилі, де взяв участь у всіх трьох іграх швейцарців на груповому етапі, які вони програли із сумарним рахунком 2:8. За чотири роки взяв участь у чемпіонаті світу 1966 року в Англії, де виходив на поле в одній грі групового етапу.
Загалом протягом кар'єри у національній команді, яка тривала 9 років, провів у її формі 42 матчі.
Помер 2 серпня 2017 року на 82-му році життя.

## Титули і досягнення
- Чемпіон Швейцарії (1):

«Лозанна»: 1964-1965
- Володар Кубка Швейцарії (2):

«Лозанна»: 1961-1962, 1963-1964